# Angelo Brunetti
Pour les articles homonymes, voir Brunetti.
Angelo Brunetti dit Ciceruacchio (né à Rome en 1800, mort à Porto Tolle le 10 août 1849) est un nationaliste italien qui soutint la république romaine et suivit Giuseppe Garibaldi, lors de la fin de la république, pour aller à Venise. Son surnom de ciceruacchio est une déformation du sobriquet dont il avait été affublé enfant, ciruacchiotto  soit, en dialecte romain, « grassouillet ».

## Biographie
Né à Rome d'un maréchal-ferrant du quartier du champ de Mars, charretier de métier, il tient une taverne à proximité de la Porta del Popolo. Jeune, il semble avoir fréquenté le séminaire romain d'Apollinaire. De caractère brillant et très sociable, il est aimé de la population romaine et ne parle que le dialecte romain ce qui fait de lui un représentant informel des sentiments populaires. Lors de l'avènement de Pie IX en 1846, il se fait le porte-parole de l'inquiétude populaire pour le retard pris par les très attendues réformes annoncées par le nouveau pape. En juillet 1846, lors d'une manifestation du peuple, il remercie publiquement le pape pour avoir fait libérer des prisonniers politiques. Au printemps et pendant l'été 1847, A.Brunetti est l'organisateur des manifestations populaires afin d'obliger le pape à poursuivre sa politique de réforme à l'intérieur des États pontificaux.
Après la chute de la république romaine en 1849, il suit Garibaldi et ses fidèles quittant Rome avec l'intention de se rendre à Venise, qui résiste alors aux Autrichiens. Après avoir traversé les Apennins, il arrive à Cesenatico où après avoir réquisitionné des bragozzi, il s'embarque pour Venise. À proximité du delta du Pô, il est intercepté par un bateau autrichien et est obligé de débarquer. Ciceruacchio et ses compagnons demandent l'aide des habitants pour atteindre Venise, mais ceux-ci les dénoncent aux autorités. A. Brunetti est arrêté et fusillé le 10 août 1849 avec son fils Lorenzo âgé de 13 ans, le père Stefano Ramorino, Lorenzo Parodi de Gênes, Luigi Bossi de Terni (qui est en réalité le fils ainé d'Angelo Brunetti, Francesco Laudadio de Narni, Paolo Baccigalupi et Gaetano Fraternali, tous deux de Rome.
Plus tard à la demande de Garibaldi, de la ville de Rome et la société des anciens combattants de 1848-49, les restes des dépouilles furent unis aux autres morts de 1849, dans l'ossuaire au Janicule à Rome.

## Sources
- (it) Cet article est partiellement ou en totalité issu de l’article de Wikipédia en italien intitulé « Angelo Brunetti » (voir la liste des auteurs).